# First Baptist Church (Seattle)

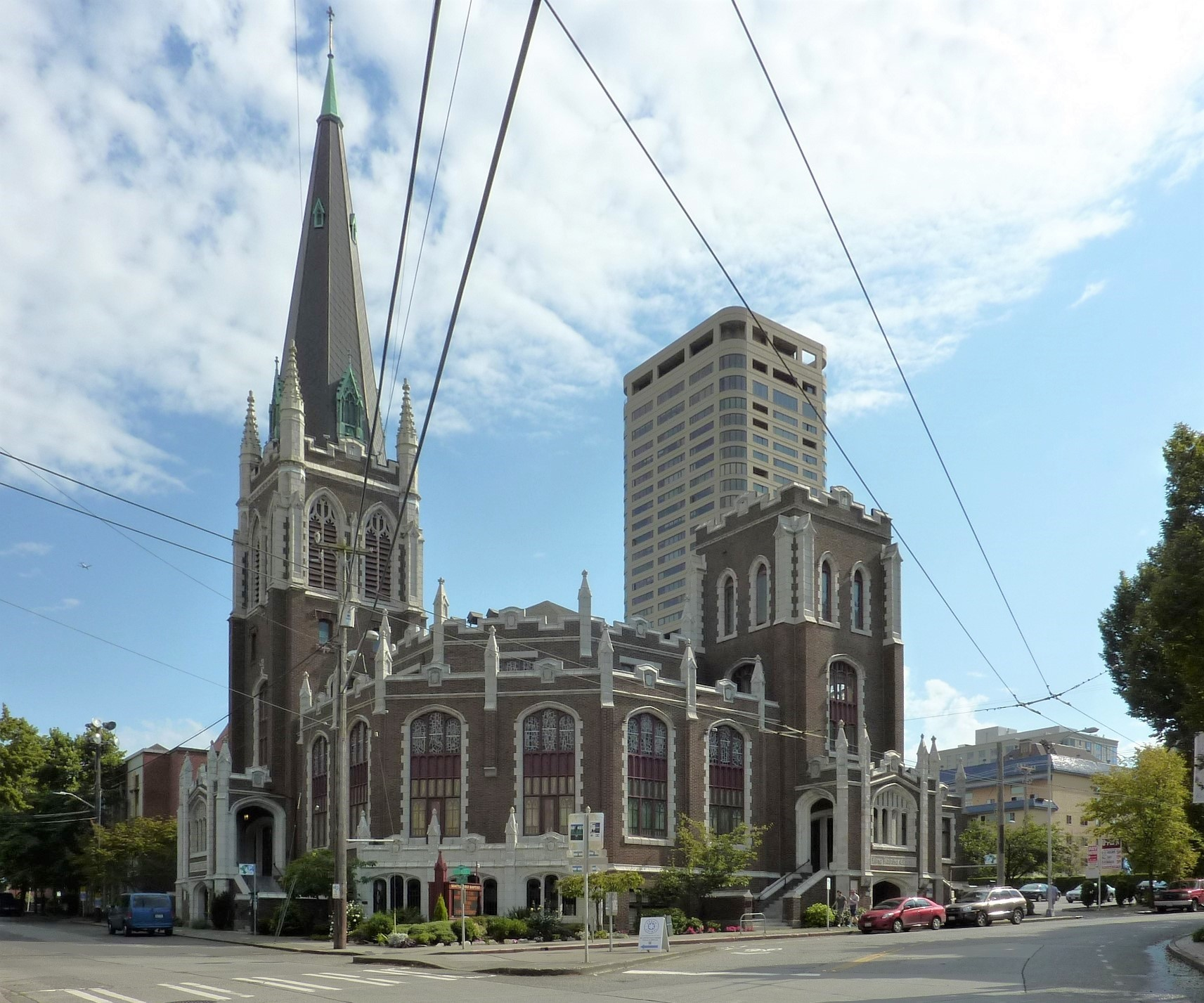
Die Seattle First Baptist in Seattle

Die First Baptist Church ist ein baptistisches Kirchengebäude in Seattle im US-amerikanischen Bundesstaat Washington. Die Kirchengemeinde gehört zur Union American Baptist Churches USA. Das Gotteshaus ist als Seattle Landmark denkmalgeschützt.

## Geschichte
Die Kirchengemeinde der Seattle First Baptist Church wurde im Dezember 1869 von elf Mitgliedern gegründet, die sich zum ersten Mal im Haus von Abigail Hanford trafen. Die Gemeinde errichtete als erstes Gotteshaus eine Holzkirche an der Fourth Avenue zwischen der Cherry Street und der James Street. Ein größeres Kirchengebäude wurde 1899 eingeweiht. Das heutige Bauwerk der First Baptist Church im Perpendicular Style ist das dritte Kirchengebäude der Baptistengemeinde.
Die Kirche tauschte ihr Grundstück in der Innenstadt gegen ein Grundstück weiter südlich in der Madison Street. Nachdem dort mit dem Bau begonnen worden war, beschloss die Gemeinde, stattdessen den Neubau an der Harvard Avenue zu errichten.
Der Bau begann 1908 nach Entwürfen des Architekten U. Grant Fay aus Seattle und wurde durch die Firma Russell & Babcock aus Tacoma ausgeführt und 1912 abgeschlossen. Das Bauwerk wurde mit dunkelrotem Backstein verkleidet, der mit hellen Terrakotta-Ornamenten kontrastiert. Die Kirche wird von einem 49 Meter hohen Turm und einer kupferverkleideten Spitze dominiert. Während des Nisqually-Erdbeben im Jahr 2001 wurden die neugotischen Terrakotta-Krabben auf dem Turm zerstört. Sie wurden bei den Wiederherstellungsarbeiten durch leichtere Bauteile ersetzt.